# Lint Editoriale
Lint Editoriale è una casa editrice italiana fondata nel 1962 a Trieste da Riccardo Maetzke (1922-2012).
L'acronimo Lint significa "libri e interessi dei nostri tempi".

## Storia
Fondata negli anni 1960 con il nome di "Edizioni Lint Trieste", la casa editrice era inizialmente specializzata nell'editoria scolastica e universitaria, oltre che nella storiografia e geografia locale. In passato pubblicò anche opere religiose nella specifica collana "Prospettive teologiche".
Nel tempo ha esteso il campo di pubblicazione a tematiche collegate al territorio di Trieste, del Friuli-Venezia Giulia, del Carso e dell'Istria e ad argomenti di narrativa, poesia, saggistica, arte, musica, cucina e storia ad esso correlati.
Nell'anno 1995 il gruppo editoriale LEGO (gruppo Olivotto) acquisisce la casa editrice triestina, ampliando l'offerta anche con pubblicazioni di narrativa e nuove collane. Alla fine degli anni 1990 la casa editrice fatturava oltre due miliardi di lire all'anno.
Ha pubblicato opere di circa duecento autori differenti, tra le quali tutte le opere dello scrittore e alpinista Julius Kugy e le prime opere di Pino Roveredo, (che avrebbe poi vinto il Premio Campiello 2005), opere di Claudio Magris e Spiro Dalla Porta Xydias, oltre a testi universitari delle Università di Trieste, Padova e Urbino. Tra le grandi opere pubblica anche la Storia economica e sociale di Trieste in tre volumi.
Il catalogo della Lint è stato definito come "un libro di studio per una storia dell'editoria triestina". Dal 1962 al 2004 la Lint ha prodotto 1.168 pubblicazioni. Nel 2017 sono 247 i titoli a catalogo distribuiti in Italia a livello nazionale.